# 帕氏磨脂鯉
帕氏磨脂鲤或称副施氏磨脂鯉，為輻鰭魚綱脂鯉目脂鯉亞目锯脂鲤科的其中一個種。分布於南美洲巴西阿拉瓜河下游流域，體長可達35公分，棲息在底中層水域，生活習性不明。

## 扩展阅读
維基物種上的相關：副施氏磨脂鯉